# 吉田真樹
吉田 真樹（よしだ まさき、1971年1月 - ）は、日本の哲学者（倫理学・日本倫理思想史）。学位は博士（文学）（東京大学・2004年）。静岡県立大学国際関係学部准教授・大学院国際関係学研究科准教授。
静岡県立大学国際関係学部講師などを歴任した。

## 来歴

### 生い立ち
1971年生まれ。東京大学に進学し、教養学部にて学ぶ。同学部では、教養学科の第一比較日本文化論分科に在籍し、1996年に卒業した。そのまま東京大学の大学院に進学し、人文社会系研究科にて学ぶ。同研究科では、基礎文化研究専攻に在籍し倫理学専門分野の研究を進めた。2001年に同大学院の博士課程を単位修得退学する。なお、2004年になってから、東京大学より博士（文学）の学位を取得した。

### 研究者として
大学院修了後、日本学術振興会の特別研究員を経て、2002年より都留文科大学の文学部にて比較文化学科の講師を務めることとなった。また、同年より、工学院大学の一般教育部にて講師を務めることとなった。両大学とも非常勤での勤務であったが、2003年より静岡県立大学に常勤で勤務することとなり、国際関係学部にて国際言語文化学科の講師に就任した。また、翌年には、静岡県立大学の大学院において、国際関係学研究科の比較文化専攻の講師を兼務することとなった。2008年より、東京医科歯科大学の教養部にて、講師を非常勤で兼任する。2010年、静岡県立大学の国際関係学部にて准教授に昇任し、同時に、静岡県立大学大学院国際関係学研究科でも准教授を兼務する。

## 研究
- 専門は哲学であり、倫理学や日本における倫理思想史といった分野の研究に従事する[5]。研究の主題として、特に神道や仏教における神仏や『源氏物語』などを取り上げることが多い[6][7][8][9]。『源氏物語』だけでなく『日本霊異記』や『葉隠』などを分析した研究も行っている[10][11][12][13]。また、平田篤胤や西村茂樹の思想を論じた著書も上梓している[14][15]。これらの業績が評価され、2009年には、日本倫理学会より和辻賞が授与された[16][註釈 1]。
- 所属する学会、および、学術に関連する団体としては、日本倫理学会をはじめ、鈴屋学会、日本倫理思想史研究会、東大倫理学研究会、山櫻の会、伊勢国際宗教フォーラム、有度サロンなどが挙げられる[17]。

## 略歴
- 1996年 - 東京大学教養学部卒業。
- 2001年 - 東京大学大学院人文社会系研究科博士課程単位修得退学。
- 2001年 - 日本学術振興会特別研究員。
- 2002年 - 都留文科大学文学部講師。
- 2002年 - 工学院大学一般教育部講師。
- 2003年 - 静岡県立大学国際関係学部講師。
- 2004年 - 静岡県立大学大学院国際関係学研究科講師。
- 2008年 - 東京医科歯科大学教養部講師。
- 2009年 - 和辻賞。
- 2010年 - 静岡県立大学国際関係学部准教授。
- 2010年 - 静岡県立大学大学院国際関係学研究科准教授。

## 著作
- 『平田篤胤 - 霊魂のゆくえ』（講談社） 2009年、のち講談社学術文庫 2017年　ISBN 9784062923989

### 共著
- 『西村茂樹研究論文集 - 我れ百年の後に知己を俟つ』（日本弘道会） 2004年
- 『和辻哲郎の人文学』（木村純二共編、ナカニシヤ出版） 2021年

### 註釈
1. ↑  姫路市が創設した「和辻哲郎文化賞」とは別の賞である。